# Jelle Vlaeminck
Jelle Vlaeminck (ca. 1994) is een Belgisch wushu-atleet.

## Levensloop
Vlaeminck is afkomstig uit Schoonaarde.
Hij behaalde goud op het onderdeel gunshu op de Europese kampioenschappen van 2022 in het Bulgaarse Burgas.